# Anthony Natsoulas

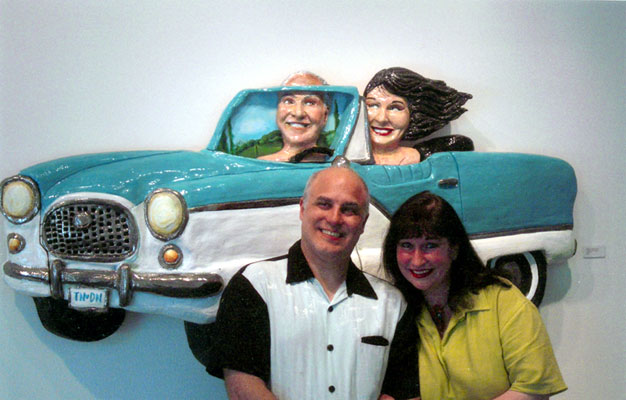
Tony (Anthony) Natsoulas

Anthony 'Tony' Natsoulas (* 1959 in Ann Arbor, Michigan) ist ein US-amerikanischer zeitgenössischer Künstler. Zahlreiche Galerien und Museen wie das Monterey Museum of Art, La Mirada, Sonoma Valley Museum of Art und San Jose Museum of Art haben Tony Natsoulas' Werke in der Vergangenheit ausgestellt; im öffentlichen Raum stehen mehrere Großobjekte.

## Leben
Anthony Natsoulas wuchs in Davis auf. In der High School besuchte er den Unterricht von Robert Arneson und besuchte das Atelier von Clayton Bailey. Natsoulas besuchte die California State University in Sacramento, wo er bei Robert Brady und Ruth Rippon studierte. Im Jahr 1979 kehrte er an die UC Davis zurück und erhielt 1982 seinen Bachelor of Arts. Nach einem einjährigen Studium am Maryland Institute, College of Art, kehrte er für seinen Master of Fine Arts an die UC Davis zurück und begann, seine lebensgroßen figurativen Keramikskulpturen in der Rena Bransten Gallery in San Francisco auszustellen.

## Werk
Natsoulas' Werke zeigen in der Regel Menschen, die oft in skurrilen Aktivitäten verwickelt sind. Die körperlichen Merkmale der Personen werden häufig übertrieben dargestellt, um ihnen einen Sinn für Humor oder Verspieltheit zu verleihen.
„Seine Figuren reichen von Auftragsarbeiten bis hin zu Keramikporträts von Berühmtheiten, die manchmal in historischen Kostümen dargestellt werden. Details und Themen werden von Bildern aus der Populärkultur, absurden Fernsehsendungen, Menschen, Spielzeug, Cartoons, Theaterstücken und nostalgischen Filmen beeinflusst. Natsoulas begann 1997 mit der Herstellung überlebensgroßer, übertriebener Keramikbüsten. Er verwendet eine ähnliche bildhauerische Technik wie Arneson: Seinen Skulpturen fehlt es von vorne bis hinten an Tiefe. Seine Figuren sind Karikaturen, oft mit vergrößerten Köpfen. Seine Herangehensweise an das Werk ist von Robert Arneson, seinem ehemaligen Lehrer an der University of California, Davis, beeinflusst.“
Natsoulas fertigt auch Großobjekte für den öffentlichen Raum an. Eine lebensgroße, bemalte Bronze mit dem Titel Balancing Act Too (1993) steht seit 2015 auf der Plaza Cervantes in Sacramento. Die Doppelskulptur The Joggers (1986) steht vor dem historischen Rathaus von Davis, in dem früher die Feuerwehr und später das Davis Police Department untergebracht waren. Eine weitere Skulptur steht in der Bibliothek der Universität von Davis.
Natsoulas führte einmal aus, ich erinnere mich an das, was Bob Arneson uns als Studenten sagte „Treibt eure Arbeit immer voran, seid nie zufrieden, es ist Kunst, experimentiert!“

## Einzelausstellungen (Auswahl)
- 2025   Fresno Art Museum
- 2023   Larger than Life, Sanchez Art Center, Pacifica, CA
- 2016   Barro Funky, Avenue 50 Gallery, North Los Angeles, CA
- 2015   Buggin, Morris Graves Museum of Art, Eureka, CA
- 2013   Smith Anderson Gallery, Palo Alto, CA
- 2012   Doing the Basil Sacramento State University Union Gallery, California State University
- 2007   Axis Gallery, Sacramento, CA
- 2005   James Snidle Fine Arts, San Francisco,  CA
- 2004   James Snidle Fine Arts, Chico, CA
- 2003   Triton Museum, Santa Clara, CA
- 2002   Barococo, Crocker Art Museum, Sacramento, CA
- 2001   Oakland Museum Downtown Sculpture Court, Oakland, CA
- 1999   Solomon Dubnick Gallery, Sacramento, CA
- 1996   Patricia Sweetow, Napa, CA
- 1994   Beuhler Alumni Center, UC Davis, CA
- 1993   The Landis Gallery, Berkeley, CA
- 1992   University of the Pacific, Stockton, CA
- 1990   California State University, Chico, CA
- 1989   Rena Bransten Gallery, San Francisco, CA
- 1987   Himovitz/Salomon Gallery, Sacramento, CA
- 1986   Rena Bransten Gallery, San Francisco, CA
- 1985   Gorman Museum, the University of CA at Davis, Masters Exhibition
- 1984   Davis Art Center, Davis, CA

### Trivia

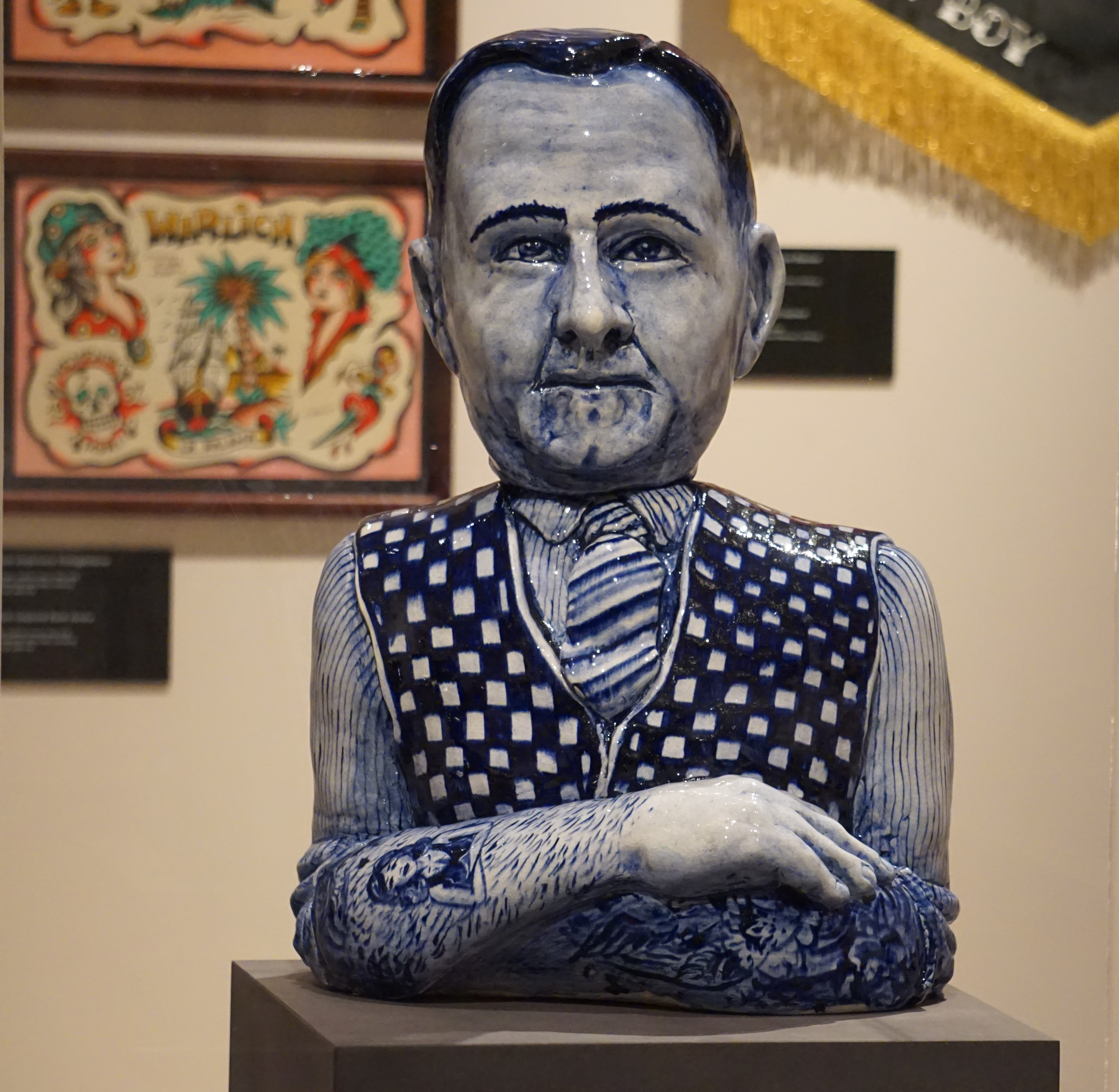
Keramikbüste „Christian Warlich“ von Anthony Natsoulas

Von November 2019 bis Mai 2020 zeigte das Museum für Hamburgische Geschichte eine Sonderausstellung unter dem Titel Tattoo-Legenden. Christian Warlich auf St. Pauli, die von Ole Wittmann kuratiert wurde. Natsoulas fertigte eigens für diese Ausstellung eine Keramikbüste von Warlich an, die in der Ausstellung präsentiert wurde. Die Glasur für das Werk wurde von dem Tätowier- und Keramik-Künstler Britton McFetridge gefertigt.

## Auszeichnungen (Auswahl)
- 1998 “New Works” Grant[8]
- Nominated for Artist of the Year from the Sacramento Arts and Business Council
- Named by the Smithsonian as one of the top 100 craft artists in the United States[9]
- Recipient of the “Key to the City”, 2000, Lake Charles, Louisiana
- Recipient of the “Community Arts Award”, Pence Art Gallery, Davis CA